# Донщина
До́нщина — етнокультурний регіон у складі сучасної Росії, в якому з XVIII по першу половину XX ст. проживала значна кількість українців. Свою назву регіон отримав від Області Війська Донського, адміністративно-територіальної одиниці Російської імперії. До Донщини належать землі значної частини сучасної Ростовської області, а також окремі райони Волгоградської області, Республіки Калмикія та Краснодарського краю Російської Федерації. Як окремі регіони історичної Донщини виділяються Донське Приазов'я (з містами Ростов-на-Дону, Таганріг, Азов) та Східний Донбас (Шахти, Кам’янськ-Шахтинський, Донецьк). Історичним центром Донщини є місто Ростов. В етнокультурному плані Донщина має спільні риси з Донбасом і Слобожанщиною.
Донщина є частиною більшого за територію російського й українського краю Наддоння, або Подоння, що охоплює сточище річки Дон. На відміну від Донщини в українській літературі Подоння стосується території Середнього Дону, переважно української етнічної території Слобідської України (Острогозький полк, земля УНР Подоння ) До меж Донщини частково входить Сіверськодонеччина (Донеччина), що охоплює сточище Сіверського Дінця. В російській й українській літературі також існує Задоння - лівобережна, східна частина сточища Дону.

## Адміністративно-державні утворення на теренах Донщини

Ростовський повіт як ексклав Катеринославської губернії

### У добуКиївської Русі
- Біла Вежа

### У складіЗапорізької Січі
- Єланецька паланка
- Кальміуська паланка

### У складіКатеринославської губернії
- Ростовський повіт
- Таганрізьке градоначальство

### ВУкраїнській Державі
- Таганрізький повіт Катеринославської губернії (до серпня 1918 року)
- Донецький повіт Харківської губернії (Міллерове, Чорткове)
- Таганрізький промисловий район у складі Всевеликого війська Донського, під керівництвом спільної українсько-донської комісії, що дислокувалася у Харкові (з вересня 1918 року).

### У складіУкраїнської СРР
- Частина Української Радянської Соціалістичної Федеративної Республіки (квітень 1918 року)[1]
- Таганрізька округа Донецької губернії
- Шахтинська округа Донецької губернії

## Населення

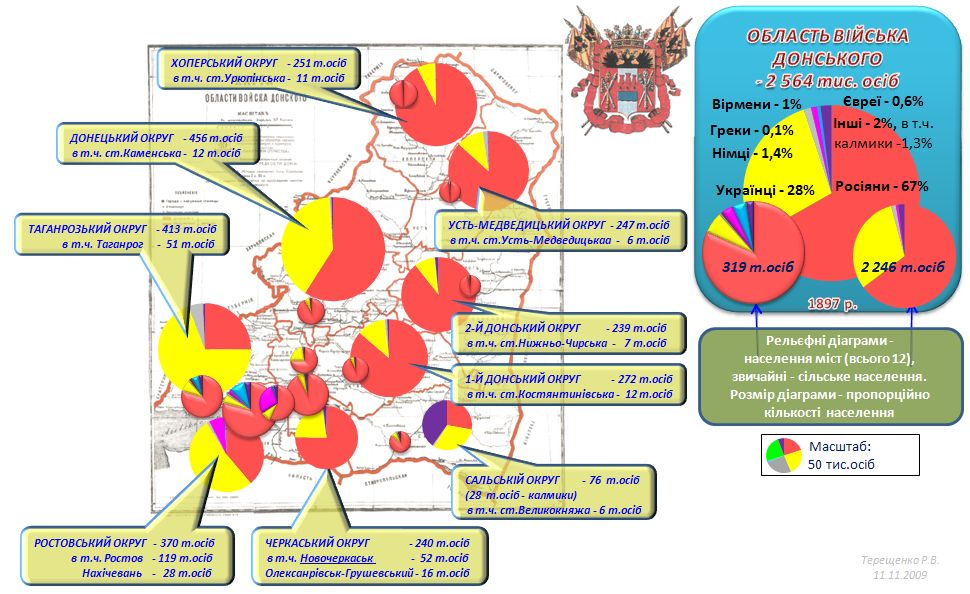
Українці Області війська Донського згідно з переписом 1897 року.

### Під час нацистської окупації
- Райхскомісаріат Україна

### У складіРРФСРтаРосії
- Ростовська область

## Прапор Донщини

Прапор Донщини.

Прапор Донщини був створений у травні 1918 року як державний прапор Донської республіки. Його кольори нагадували українські — під жовто-синім полотнищем знаходилася червона смуга. Цей триколор визначав три головні національності Донської держави (червона стрічка — росіяни, синя — козаки, жовта — калмики). І якщо в першому варіанті офіційних пояснень червона смуга символізувала собою російських селян, що жили на Дону, згодом, із зростанням антиросійських настроїв в донського керівництва (через те, що російські селяни активно підтримували більшовиків в боротьбі з козаками), символіка нижньої смуги прапора стала мінятися — спочатку вона стала символом усіх «іногородніх»: українців, вірмен та росіян, а згодом лише українців, а саме запоріжців, які разом з донцями та калмиками складали колись кістяк донського козацького війська.

## Відомі українці, пов'язані з Донщиною

### Народилися на Донщині

Україномовна газета, що видавалася у Ростові. 1928 рік

- Разін Степан Тимофійович  (бл. 1630, станиця Зимовійська, Донське військо — 1671) — ватажок козацько-селянського повстання проти російського царату. Походив з «малоросійської станиці Зимовійської».
- Пугачов Омелян Іванович (1742, станиця Зимовійська, Донське військо — 1775) — ватажок козацько-селянського повстання проти російського царату. Походив з «малоросійської станиці Зимовійської».
- Корсун Олександр Олексійович (1818, с. Богданівська Антипівка, Ростовський повіт, Катеринославська губернія — 1891, с. Богданівська Антипівка, Таганрізький округ, Область Війська Донського) — український письменник, поет-романтик і видавець, реформатор українського правопису.
- Мордовець Данило Лукич (1830, слобода Данилівка, Усть-Медведицький округ, Земля війська Донського — 1905) — український і російський письменник, історик. Похований у Ростові.
- Сигида Надія Костянтинівна (1862, Таганріг, Катеринославська губернія — 1889) — революціонерка, борець за права політв'язнів. Муза Павла Грабовського.
- Шолохов Михайло Олександрович (1905, хутір Кружилин, Донецький округ, Область Війська Донського — 1984, станиця Вешенська, Ростовська область) — російський письменник українського походження, лауреат Нобелівської премії з літератури 1965 року.
- Неврлий Микола Ярославович (1916, Ростов-на-Дону – 2019) — чеський, словацький і український літературознавець, критик, бібліограф, україніст.
- Пономарів Олександр Данилович (1935, Таганріг, Азово-Чорноморський край – 2020) — український мовознавець, перекладач, публіцист, громадський діяч.

### Пов'язані з Донщиною життям та працею
- Вишневецький Дмитро Іванович (1517—1564) — український шляхтич, староста черкаський. Козацький ватажок, що вважається засновником Запорізької Січі. Згідно з російськими та турецькими джерелами був організатором і донського козацтва, та заснував на нижньому Доні Черкаський городок, майбутню столицю війська Донського[3].
- Димитрій Ростовський (Туптало Данило Савич; 1651—1709) — український та російський церковний діяч, вчений, письменник і проповідник, богослов, святий, митрополит Ростовський і Ярославський. На честь св. Димитрія (як митрополита Ростовського), названо місто Ростов-на-Дону.
- Булавін Кіндрат Опанасович (бл. 1660—1708, Черкаськ) — ватажок козацько-селянського повстання проти російського царату.
- Сковорода Григорій Савич (1722—1794) — видатний український філософ. Жив у Таганрозі в 1781—1782 рр. Був учасником місцевого українського гуртка (Григорій Ковалинський, Олексій Базилевич та інші)[4].
- Щербина Микола Федорович (1821—1869) — російський поет українського походження. Жив у Таганрозі.
- Блонська Серафима Ясонівна (1870—1947, Таганріг, Ростовська область) — російська художниця українського походження. Жила у Таганрозі.
- Білий Ігнат Архипович (1887—1973) — громадський і політичний діяч Кубанської Народної Республіки, провідник руху за незалежну Козакію, прибічник політичного союзу донського козацтва з Україною.